# Butondo
Butondo è un ward dello Zambia, parte della Provincia di Copperbelt e del Distretto di Mufulira.